# Национална библиотека на Албания
Националната библиотека на Албания (на албански: Biblioteka Kombëtare e Shqipërisë) е национална библиотека на Албания, със седалище в столицата Тирана. Основана е през 1920 г. и е открита на 10 декември 1922 г.
Националната библиотека на Албания (НБА) е основната национална културна институция и най-старата в албанската държава. Библиотеката заема две сгради и е организирана и функционира под ръководството на Министерството на туризма, културата, младежта и спорта. Тя е пазител на националното наследство със събиране, обработка, възстановяване, съхраняване и предоставяне на обществеността на писменото културно наследство на албанския народ. 
На национално ниво тя организира библиотечно обучение и продължаващо професионално образование и е учебен изследователски център в областта на библиотечното дело, каталогизиране в издателския център, националната агенция за ISBN и единственият център за съхранение и реставрация на специални колекции. Архивът му включва общо 1 169 767 книги, периодични издания, карти, атласи, микрофилми и други библиотечни материали. Специалните колекции са ценни както за националната, така и за европейската култура. Библиотеката е отворена 72 часа седмично за всички над 16 години. Потребителите могат да заемат библиотечни материали или да ги използват в читалните. Уебсайтът на библиотеката дава възможност на потребителите да търсят в директория, както и в услуги като OPAC, цифрови каталози и цифрови колекции. Библиотеката организира изложби, промоции на книги, конференции и т.н. Като легална депозитна институция библиотеката публикува Националната библиография. Той е член на IFLA, LIBER, CENL, CDNL, Европейската библиотека и е получила официална покана да стане партньор в Световната цифрова библиотека.